# Kistler Custom Fishing Rods
アメリカ合衆国テキサス州マグノリアに本社を置く釣竿メーカーである。

## 概要
1999年、Castawayの創業者Bill Kistlerの息子であるTrey Kistlerアメリカ合衆国テキサス州で創業。
Hexcel社のIM7グラファイトを用いたGraphite PlusシリーズとハイエンドモデルのADVANCED  TITANIUMシリーズを発売。フォアグリップを廃した斬新なデザインであった。2001年にはプロスタッフのMark Tylerのシグネチャーモデルが発売。ブランクスはRainShadowのブランクスを使用している。
2003年にはADVANCED  TITANIUMの後継シリーズとしてHELIUM LTAが発売。G.LoomisのGLXやFenwickのTECHNA AVを越えるべく様々な素材を複数のブランクスメーカーに持ち込み、そのメーカーの得意分野を生かしたロッド作りが行われているため同一シリーズでありながら複数のブランクスメーカーが製造している。丈夫さをアピールするプロモーションとして、湖上のバスボートにラインを結び、そのボートを岸から引っ張り上げる動画が公開された。
2005年にはHelium LTAの上位モデルのHelium 2 LTXとHeliumの廉価モデルであるMagnesium TSが発売。Helium2 LTXはブランクスにAmpli-Fiber Coreという独自構造とグリップには日本のヘラブナ竿の様にスレッドで巻かれたShark Skin構造を採用している。Magnesium TSはクオリティを極力落とさずコストダウンするため、中国の工場で製造している。2006年、Graphite Plusの製造を中国へ移行。2008年にMagnesium TSのブランクスをDura MatriX構造に変更。
2007年、トライアドが日本国内の総代理店となる。
2009年、Helium LTA、2LTXのブランクスをIntela MatriX構造を採用したブランクスに変更。製造国も中国に変更となった。また、Argon TSとCarbon Steelを発売。Argon TSはHeliumとMagnesiumの間の価格帯のシリーズで、Heliumシリーズと同じくIntela MatriX構造を採用。Carbon  Steelはエントリーモデルで、Magnesium TSの2008モデルと同じDura Matrix構造を採用。2008年ICASTではArgonTSアメリカ製とあったがCarbon Steelと共に中国製になった。
2009年、会社を移転し、ロッドの組み立て工場を併設した。
2009年、世界初のマイクロガイドを搭載したMicro Magnesiumを発売。Magnesium TSをベースに日本やアメリカのカスタムロッドに採用していた小口径ガイドをヒントに製作。
2010年、Z-Bone LEとSTを発売。G.Loomisを退社したGary Loomisが2009年に設立したNorthFork Compositeにオリジナルブランクスの製造を依頼している。ブランクス素材は、LEはNext HMというHexcel社の40トンカーボンにペーパーカーボンスクリムというカーボン繊維を蜘蛛の巣状に張り巡らしたスクリムを使用した素材で、STはNext IMというHexcel社製30トンカーボンを使用した素材である。
2012年、Z-Bone SEと同じ素材を用いたKLXシリーズを発売。2013年にはHeliumがモデルチェンジし、Helium3が発売。Next HIMブランクスわ使用している。Ex.F調子が多いが、旧Heliumと同じくしなやかな粘り調子である。
2015年、Z-Bone LEがモデルチェンジ。Ex.Fastのアクションになり、素材もNorthFork CompositesがNext HM Gen2としてTORAYの40トンカーボンに変更に伴い変更している。旧モデルに比べ、ベリー部分の強さが増し、よりシャープなフィーリングになっている。また、Magnesiumがモデルチェンジ。NorthFork CompositesのNext SM Gen2というTORAY T700素材のブランクス素材を使用。
2016年、KLX Feel N Reel S2 Hybridを発売し、Argonシリーズがモデルチェンジ。KLX Feel N ReelはNorthFork CompositesのS2 Hybrid素材を使用している。
また、ケイテックオーストラリアがオーストラリア国内の総代理店となる。
2017年、Helium3の素材をNext IM Gen2(TORAY T800)に変更。
2018年、Z-Boneがモデルチェンジ。LMX X-Rayブランクスを使用し、前々作のしなやかな調子に戻っている。

## 製品
- 2019 Z-Bone
- Helium 3
- KLX
- Magnesium 2

### 旧製品
- Titanium (1999～2003)
- Graphite Plus(1999～2006)
- 2006Graphite Plus(2006～2008)
- Helium LTA(2003～2009)
- 2009 Helium LTA(2009～2013)
- Helium 2 LTX(2005～2009)
- 2009 Helium 2 LTX(2009～2012)
- Magnesium TS(2005～2008)
- 2008 Magnesium TS(2008～2013)
- Argon TS(2008～2010)
- 2016 Argon (2016～2017)
- Carbon Steel(2008～2012)
- 2013 Carbon Steel(2013～2016)
- 2010 Z-Bone LE(2010～2015)
- 2015 Z-Bone LEXF(2015～2018)